# بعبدات
بعبدات هي إحدى المدن اللبنانية من قرى قضاء المتن في محافظة جبل لبنان.
تعتبر بعبدات مسقط رأس آل اللبكي ومنهم نعوم اللبكي وصلاح اللبكي و نادين اللبكي. ومن سكان بعبدات أيضا آل (قرباني) و شرباتي وآل الملكي.

## المناخ
يظهر الجدول التالي التغييرات المناخية على مدار السنة لبعبدات:
| البيانات المناخية لـبعبدات        | البيانات المناخية لـبعبدات | البيانات المناخية لـبعبدات | البيانات المناخية لـبعبدات | البيانات المناخية لـبعبدات | البيانات المناخية لـبعبدات | البيانات المناخية لـبعبدات | البيانات المناخية لـبعبدات | البيانات المناخية لـبعبدات | البيانات المناخية لـبعبدات | البيانات المناخية لـبعبدات | البيانات المناخية لـبعبدات | البيانات المناخية لـبعبدات | البيانات المناخية لـبعبدات |
| الشهر                             | يناير                      | فبراير                     | مارس                       | أبريل                      | مايو                       | يونيو                      | يوليو                      | أغسطس                      | سبتمبر                     | أكتوبر                     | نوفمبر                     | ديسمبر                     | المعدل السنوي              |
| --------------------------------- | -------------------------- | -------------------------- | -------------------------- | -------------------------- | -------------------------- | -------------------------- | -------------------------- | -------------------------- | -------------------------- | -------------------------- | -------------------------- | -------------------------- | -------------------------- |
| متوسط درجة الحرارة الكبرى °م (°ف) | 12.7 (54.9)                | 13.3 (55.9)                | 16.0 (60.8)                | 20.6 (69.1)                | 24.8 (76.6)                | 27.9 (82.2)                | 29.6 (85.3)                | 29.9 (85.8)                | 27.5 (81.5)                | 24.7 (76.5)                | 19.5 (67.1)                | 15.0 (59.0)                | 21.8 (71.2)                |
| المتوسط اليومي °م (°ف)            | 8.8 (47.8)                 | 9.2 (48.6)                 | 11.4 (52.5)                | 15.1 (59.2)                | 18.8 (65.8)                | 21.7 (71.1)                | 23.2 (73.8)                | 23.5 (74.3)                | 21.4 (70.5)                | 19.0 (66.2)                | 14.6 (58.3)                | 10.9 (51.6)                | 16.5 (61.6)                |
| متوسط درجة الحرارة الصغرى °م (°ف) | 4.9 (40.8)                 | 5.2 (41.4)                 | 6.8 (44.2)                 | 9.7 (49.5)                 | 12.8 (55.0)                | 15.5 (59.9)                | 16.8 (62.2)                | 17.1 (62.8)                | 15.4 (59.7)                | 13.4 (56.1)                | 9.8 (49.6)                 | 6.8 (44.2)                 | 11.2 (52.1)                |
| الهطول مم (إنش)                   | 238 (9.4)                  | 204 (8.0)                  | 167 (6.6)                  | 76 (3.0)                   | 30 (1.2)                   | 1 (0.0)                    | 1 (0.0)                    | 1 (0.0)                    | 6 (0.2)                    | 41 (1.6)                   | 114 (4.5)                  | 187 (7.4)                  | 1٬066 (41.9)               |
| المصدر:                           |                            |                            |                            |                            |                            |                            |                            |                            |                            |                            |                            |                            |                            |

## أعلام
- إميل لحود
- ليونار ملكي
- منصور لبكي
- نادين لبكي
- نسيب لحود